# Landesregierung und Stadtsenat Jonas I
Landesregierung und Stadtsenat Jonas I war die Bezeichnung für die Wiener Landesregierung und den Wiener Stadtsenat unter Bürgermeister und Landeshauptmann Franz Jonas zwischen 1951 und 1954. Die Landesregierung Jonas I amtierte von der Angelobung Jonas als Bürgermeister am 22. Juni 1951 bis zum 10. Dezember 1954. Mit der Wahl von Franz Jonas zum Bürgermeister wurde der bisherige Wohnungsstadtrat Leopold Thaller Nachfolger von Jonas als Baustadtrat. Leopold Thaller folgte wiederum am 22. Juni 1951 Franz Koci als Wohnungsstadtrat nach. Während der Amtsperiode schied zunächst Franz Fritsch am 22. Oktober 1952 aus seinem Amt, ihm folgte Rudolf Sigmund nach. Für den am 10. September 1953 zurückgetretenen Ernst Robetschek rückte am 2. Oktober 1953 Karl Lakowitsch nach.

## Regierungsmitglieder
| Amt                                                                           | Name                 | Partei | Ressorts                                                                       |
| ----------------------------------------------------------------------------- | -------------------- | ------ | ------------------------------------------------------------------------------ |
| Landeshauptmann Bürgermeister                                                 | Franz Jonas          | SPÖ    |                                                                                |
| 1. Landeshauptmann-Stellvertreter 1. Vizebürgermeister Amtsführender Stadtrat | Lois Weinberger      | ÖVP    | Gesundheitswesen (Verwaltungsgruppe V)                                         |
| 2. Landeshauptmann-Stellvertreter 2. Vizebürgermeister Amtsführender Stadtrat | Karl Honay           | SPÖ    | Finanzwesen (Wohlfahrtswesen IV)                                               |
| Amtsführender Stadtrat                                                        | Rudolf Sigmund       | SPÖ    | Personalangelegenheiten, Verwaltungs- und Betriebsreform (Verwaltungsgruppe I) |
| Amtsführender Stadtrat                                                        | Johann Resch         | SPÖ    | Finanzwesen (Verwaltungsgruppe II)                                             |
| Amtsführender Stadtrat                                                        | Johann Mandl         | SPÖ    | Kultur und Volksbildung (Verwaltungsgruppe III)                                |
| Amtsführender Stadtrat                                                        | Leopold Thaller      | SPÖ    | Bauangelegenheiten (Verwaltungsgruppe VI)                                      |
| Amtsführender Stadtrat                                                        | Karl Lakowitsch      | ÖVP    | Baubehördliche und sonstige technische Angelegenheiten (Verwaltungsgruppe VII) |
| Amtsführender Stadtrat                                                        | Franz Koci           | SPÖ    | Wohnungs-, Siedlungs- und Kleingartenwesen (Verwaltungsgruppe VIII)            |
| Amtsführender Stadtrat                                                        | Franz Bauer          | ÖVP    | Wirtschaftsangelegenheiten (Verwaltungsgruppe IX)                              |
| Amtsführender Stadtrat                                                        | Josef Afritsch       | SPÖ    | Allgemeine Verwaltungsangelegenheiten (Verwaltungsgruppe X)                    |
| Amtsführender Stadtrat                                                        | Richard Nathschläger | ÖVP    | Allgemeine Verwaltungsangelegenheiten (Verwaltungsgruppe XI)                   |
| Vorzeitig ausgeschiedene Mitglieder der Landesregierung                       |                      |        |                                                                                |
| Amtsführender Stadtrat                                                        | Franz Fritsch        | SPÖ    | Personalangelegenheiten, Verwaltungs- und Betriebsreform (Verwaltungsgruppe I) |
| Amtsführender Stadtrat                                                        | Ernst Robetschek     | ÖVP    | Baubehördliche und sonstige technische Angelegenheiten (Verwaltungsgruppe VII) |